# Galerie Netuschil

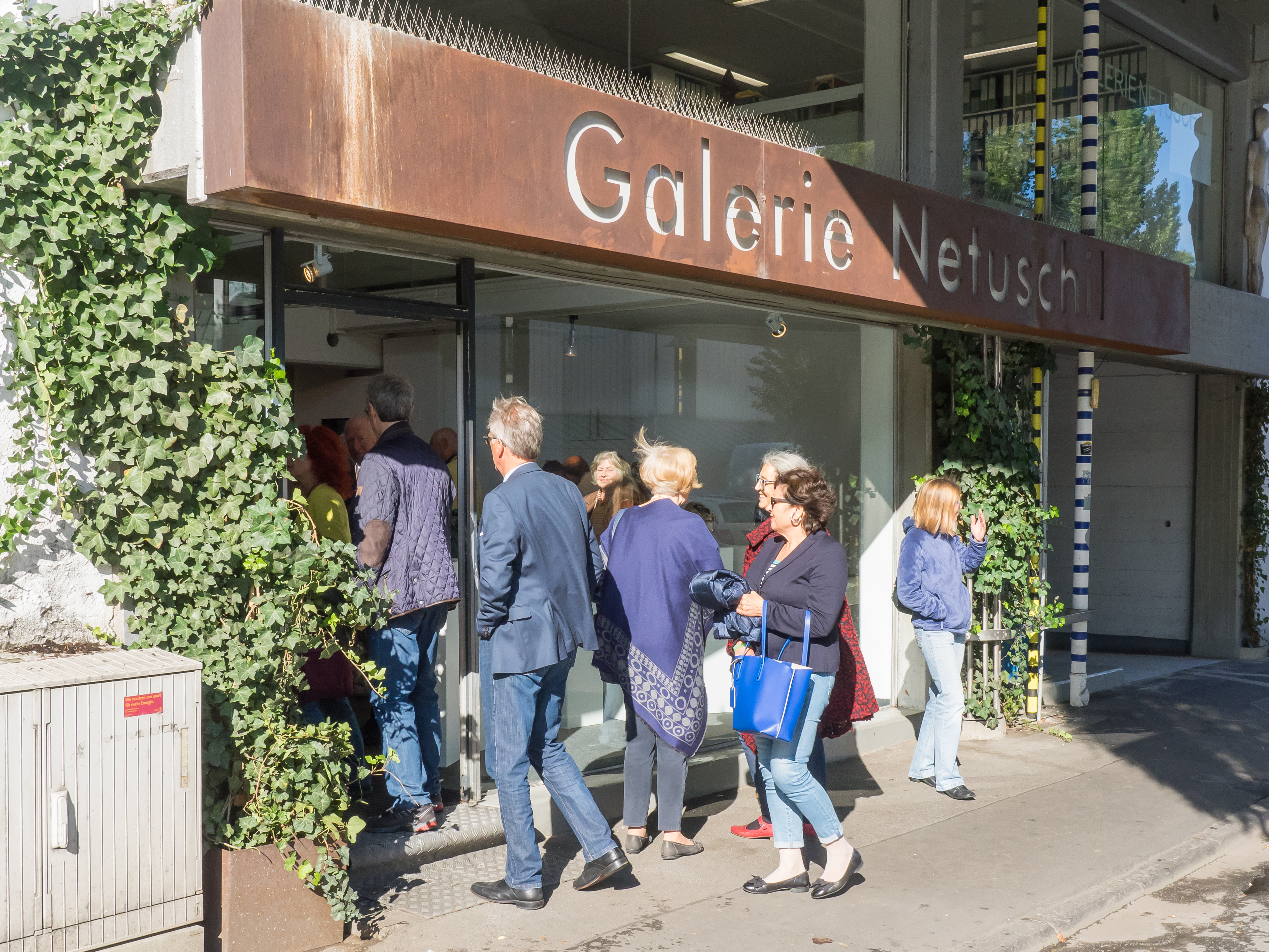
Galerie Netuschil in der Schleiermacherstraße

Die Galerie Netuschil ist eine Kunstgalerie und ein Kunstverlag in Darmstadt, gegründet vom Kunsthistoriker Claus K. Netuschil und seiner Frau am 1. Oktober 1976 als „Saalbau-Galerie – Galerie und Verlag“.

## Geschichte
Am 1. Oktober 1984 wurde von einem kleinen Kreis interessierter Kunstfreunde das Kunst Archiv Darmstadt gegründet. Es entstand aus der Arbeit und in den Räumen der Galerie Netuschil. Die Galerie entwickelte sich zur kulturellen Institution. Einen kunstgeschichtlichen Blick auf das Profil der Galerie geben rund 350 Ausstellungen.
Gründer und Vorsitzender Claus Netuschil war 2000 auch hauptamtlicher Direktor der Kunsthalle Darmstadt und des Kunstvereins Darmstadt. Er wurde 2010 für seine Verdienste mit der bronzenen Verdienstplakette der Stadt Darmstadt ausgezeichnet.

## Kunstverlag
Die Galerie gibt im Eigenverlag Kunstbücher, Grafiken und Ausstellungskataloge heraus; bis 2012 erschienen 80 Titel. Von 1983 bis 1986 veröffentlichte der Verlag der Saalbau-Galerie zudem einen Almanach (ZDB-ID 628474-7), der „Texte, Bilder, Verlagsprogramm [und] Pressestimmen“ enthielt.

### Veröffentlichungen (Auswahl)
- Wolfgang Weyrauch, Fritz Deppert (Hrsg.): Liebeserklärung. Eine Anthologie zeitgenössischer Gedichte. 1978, ISBN 3-922002-00-5 (Illustrationen von Esteban Fekete).
- Else Lasker-Schüler: Zur Nacht. Anthologie. 1979 (mit sechs Lithografien von Sabine Hoffmann).
- Claus Netuschil (Hrsg.): Der Darmstädter Verlag Handpresse Joseph Würth. Ein Beitrag zur Verlagsgeschichte und Buchkunst in Darmstadt, 1927–1948. 1980, ISBN 3-922002-07-2.
- Fritz Deppert: In Darmstadt bin ich. Gedichte und Prosa. 1982, ISBN 3-922002-18-8 (Illustrationen von Helmut Lortz).
- Helmut Lortz: Erinnerte Ansichten. 1983, ISBN 3-922002-22-6 (Text von Karl Krolow).
- Ferdinand Barth: Hans Schiebelhuth, 1895–1944: ein Dichter aus Darmstadt. Biographische Skizze mit Bildern und Dokumenten. 1985, ISBN 3-922002-24-2.
- Claus Netuschil (Hrsg.): Die Graphik des Darmstädter Expressionismus 1915–1925. Ausstellungskatalog. 1995, ISBN 3-922002-43-9.
- Thomas Duttenhoefer, Figur als Bestimmung. Zeichen und Figur; Menschenbilder; Kunst als Zeichen; lustvolle Antike; zeichnen als Grundlage. Ausstellungskatalog. 2010, ISBN 978-3-922002-49-9.